# Malassezia furfur
Malassezia furfur és una espècie de fong basisiomicot de la família de les malasseziàcies (Malasseziaceae) que forma part de la microbiota normal en la pell dels humans, i és la causa d'una malaltia infecciosa i no contagiosa de la pell anomenada pitiriasis versicolor.
Malassezia furfur existeix en dues formes morfològiques: una forma és un estat de llevat, que havia estat anomenada antigament Pityrosporum ovale, i una altra és una fase micelial, que és la forma patògena. El nom d'aquest microorganisme prové del científic francès Louis-Charles Malassez.